# Wes Farrell
Wes Farrell (New York, 21 december 1939 - Coconut Grove, 29 februari 1996) was een Amerikaans songwriter van zowel pop als televisiemuziek en muziekuitgever. Hij richtte verder een muziekuitgeverij, platenmaatschappij en jinglebedrijf op en bracht bij elkaar tien miljoen verschillende singles en vijf miljoen albums op de markt.

## Biografie
Farrell maakte deel uit van de school of songwriting in de Brill Building in New York. Hier schreef hij in 1961 met Luther Dixon het lied Boys dat de Shirelles op de B-kant van hun hitsingle Will you love me tomorrow plaatsten. In 1963 werd het gecoverd door The Beatles die het op hun debuutalbum Please please me zetten.  Andere klassiekers die hij in deze tijd (mede) voortbracht, waren Come a little bit closer die werd uitgebracht door Jay and the Americans en Goodbye baby (Baby goodbye) door Solomon Burke.
Een van zijn belangrijkste pennenvruchten was het nummer My girl Sloopy dat eerst een bescheiden hit werd voor The Vibrations. Toen The McCoys dit nummer in 1965 nogmaals uitbrachten onder de titel Hang on Sloopy behaalden zij er een nummer 1-hit mee in de Billboard Hot 100. Hierna werd het nummer nog minimaal honderdvijftig maal gecoverd. Een andere hit waaraan Farrell in zijn beginjaren schreef, was Come on down to my boat (1967) door Every Mother's Son.
Farrell had inmiddels ontdekt dat er geld te verdienen was aan het uitgeven van muziek en nam vanaf 1966 aankomend talent in dienst als Tommy Boyce, Bobby Hart, Neil Diamond en Chip Taylor. Zijn Wes Farrell Organisation groeide uit tot een wereldwijd opererend bedrijf. Ook richtte hij de platenmaatschappij Chelsea op en nog een bedrijf in jingles. Al met al bracht hij tien miljoen verschillende singles en vijf miljoen albums uit. Verder leverde hij nog muziek voor televisieseries, zoals voor de komedie The Partridge family. In de laatste jaren van zijn leven stond hij ook aan het hoofd van de Music Entertainment Group wat een koepelorganisatie vormde voor allerlei christelijke muziekorganisaties.
In 1996 overleed hij in Coconut Grove, Miami op 56-jarige leeftijd aan kanker.
- Bibliothèque nationale de France: cb14839397x (data)
- Gemeinsame Normdatei: 1072068915
- International Standard Name Identifier: 0000 0001 2037 1966
- Library of Congress Control Number: no2017095544
- MusicBrainz: ca14af84-9dc4-4cd8-ad93-0c299881f4df
- Nationale Bibliotheek van Tsjechië: mzk2011642041
- Istituto Centrale per il Catalogo Unico: DDSV184431
- Virtual International Authority File: 74119262
- WorldCat: E39PBJfgYPrRYpdTbKJktrRtKd